# Nationale Evangelische Synode in Syrien und Libanon

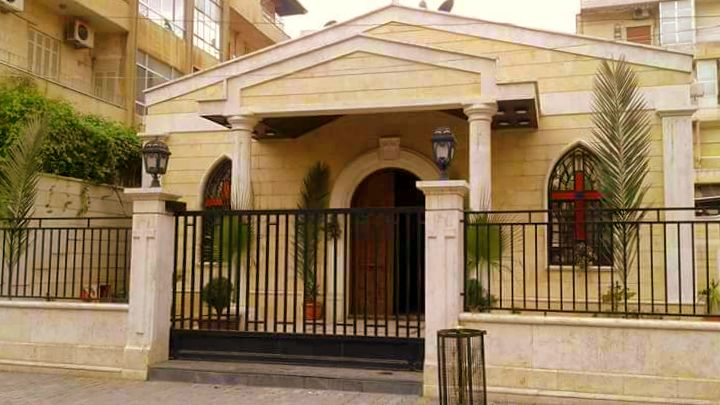
Neue Nationale Evangelische Kirche in Aleppo (Stadtteil Sulaimaniyah) am Tag ihrer Konsekration am 25. Dezember 2015

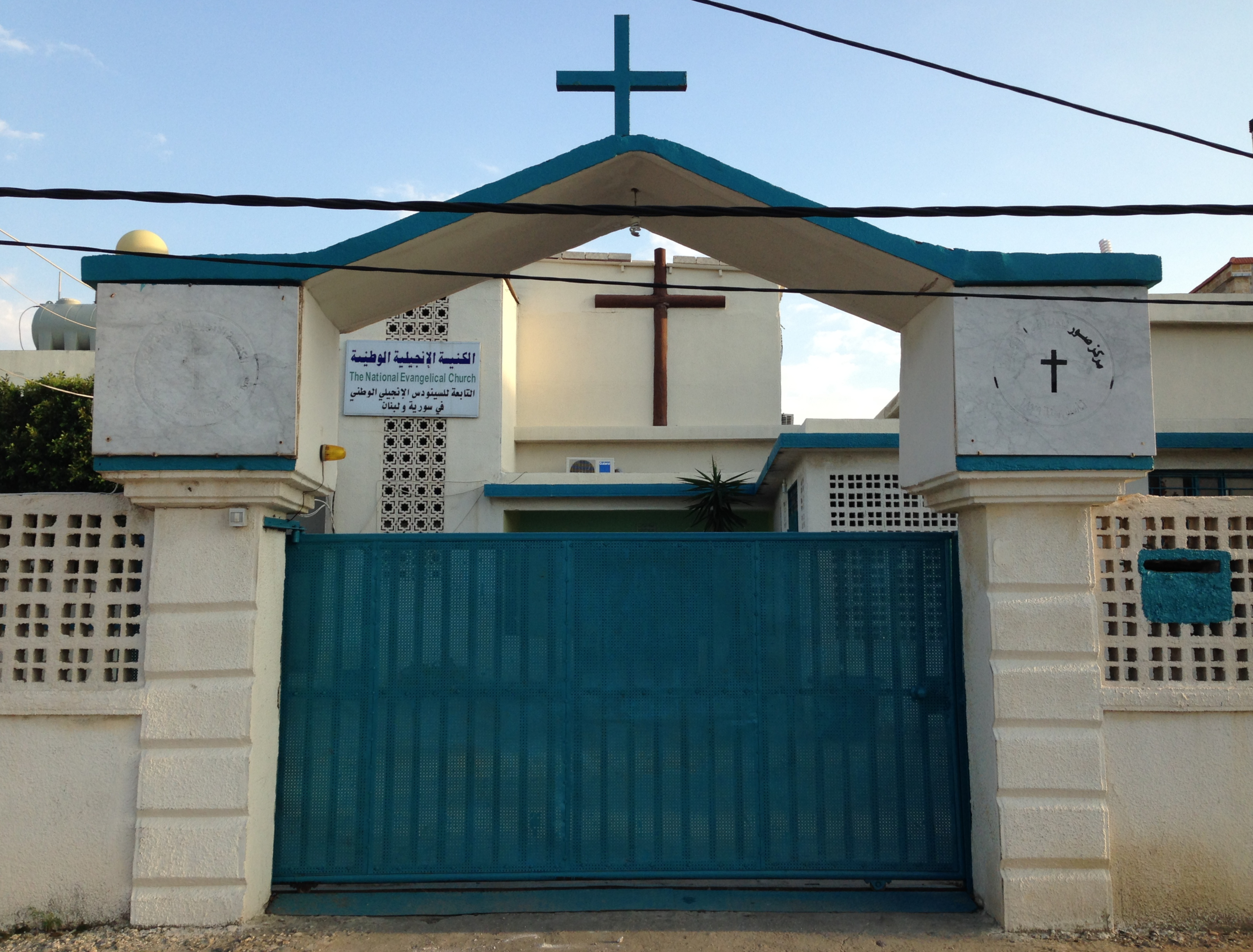
Nationale Evangelische Kirche Tyros, 2018

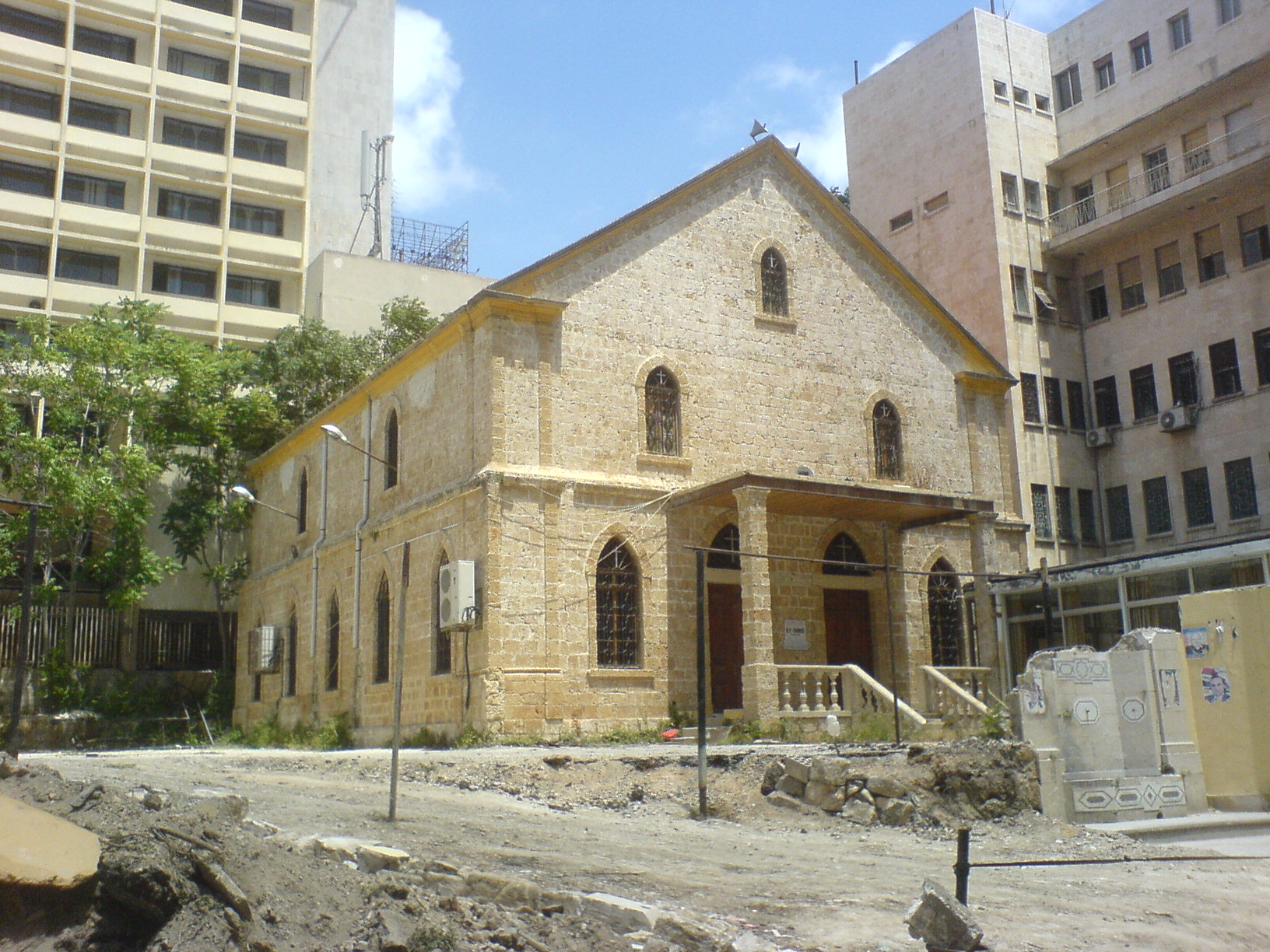
Nationale Evangelische Kirche in Latakia, 25. Mai 2012

Die Nationale Evangelische Synode in Syrien und Libanon (NESSL, arabisch السينودس الإنجيلي الوطني في سورية ولبنان) oder Nationale Evangelische Kirche (الكنيسة الإنجيلية الوطنية) ist eine reformierte evangelische Kirche in Syrien und Libanon, die arabischsprachige Kirchengemeinden vereint.

## Anzahl der Gläubigen
Die Nationale Evangelische Kirche hatte um 1987 in Libanon etwa 13.000 Mitglieder und in Syrien etwa 10.000 Angehörige. Der Weltkirchenrat gibt die Zahl der Mitglieder der Nationalen Evangelischen Synode mit 20.000 an, die von 22 Pastoren in Libanon und Syrien betreut werden. Während die evangelische Kirche immer wieder starken Zulauf hatte, konnte dies doch die Verluste durch Auswanderung insbesondere in Folge der Bürgerkriege in Libanon (1975 bis 1990) und Syrien (seit 2011) nicht ausgleichen. Im Jahre 2006 wurde die Anzahl der Mitglieder mit 6000 angegeben, die zu 36 Kirchengemeinden und 37 Hauskreisen gehörten und von 22 Pastoren betreut wurden.

## Sitz der Synode, ihre Einrichtungen und Ordinationspraxis
Die Nationale Evangelische Synode in Syrien und Libanon hat seit ihrer Gründung ihren Sitz in Antelias in Libanon.
Die Nationale Evangelische Kirche betreibt acht Sekundarschulen und mehrere Primarschulen mit insgesamt etwa 12.500 Schülern, die nicht nur evangelischen Kirchen angehören. In Libanon betreibt sie ein Krankenhaus.
Die Nationale Evangelische Synode in Syrien und Libanon gehört folgenden Kirchenbünden an: Gemeinschaft Evangelischer Kirchen im Nahen Osten (Fellowship of Middle East Evangelical Churches, FMEEC), Kirchenrat des Nahen Ostens (Middle East Council of Churches, MECC), Oberster Rat protestantischer Kirchen in Syrien und Libanon (Supreme Council of Protestant Churches in Syria and Lebanon) und Weltgemeinschaft Reformierter Kirchen (WGRK). Mitglied im Weltkirchenrat (ÖRK) ist sie seit 1948.
Frauenordination wurde im Januar 2017 eingeführt, und im Februar 2017 wurde Rola Sleiman als erste Pastorin ordiniert, im März 2017 dann auch Najla Kassab.

## Geschichte

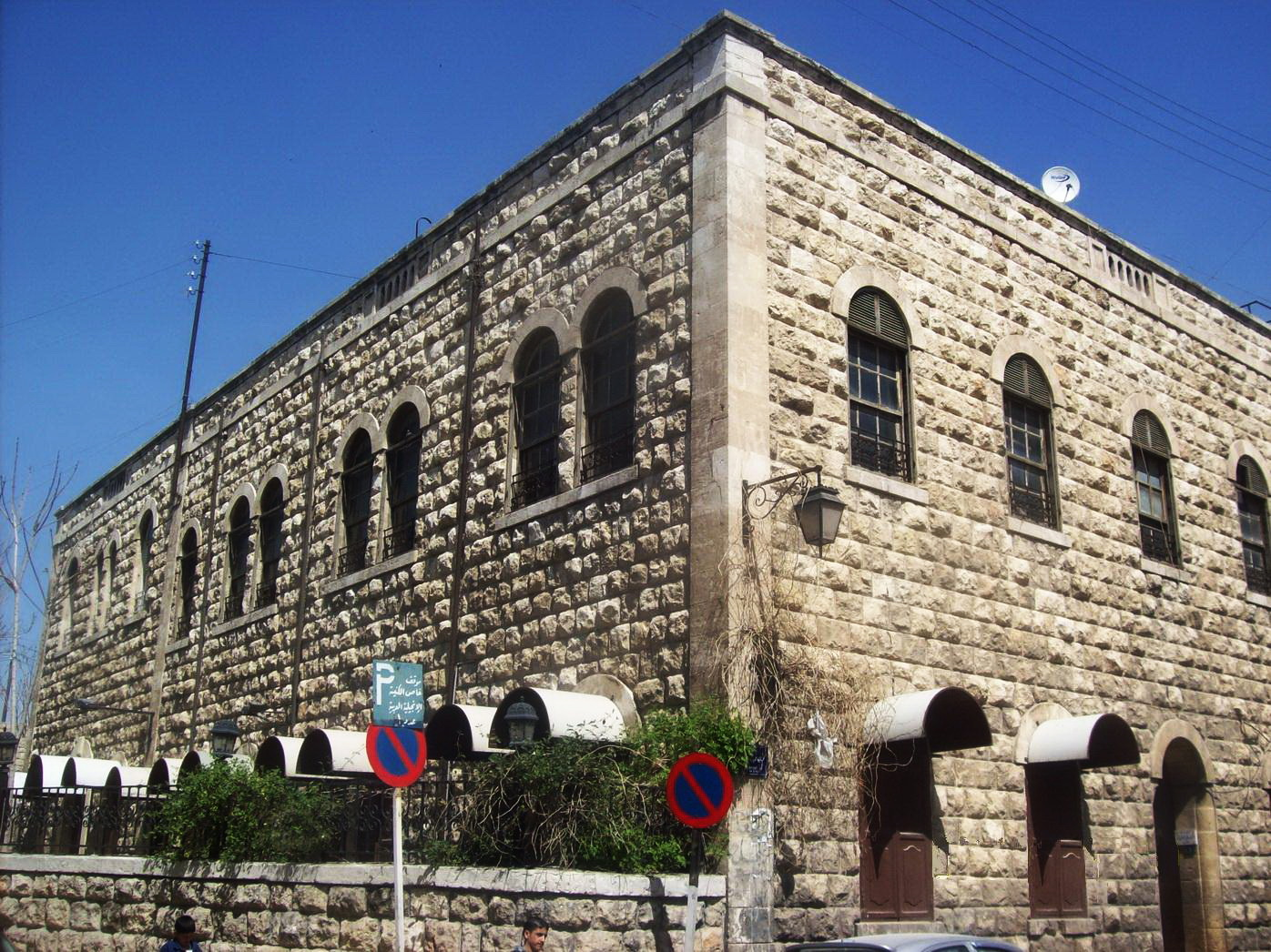
Alte Nationale Evangelische Kirche in Aleppo im April 2010

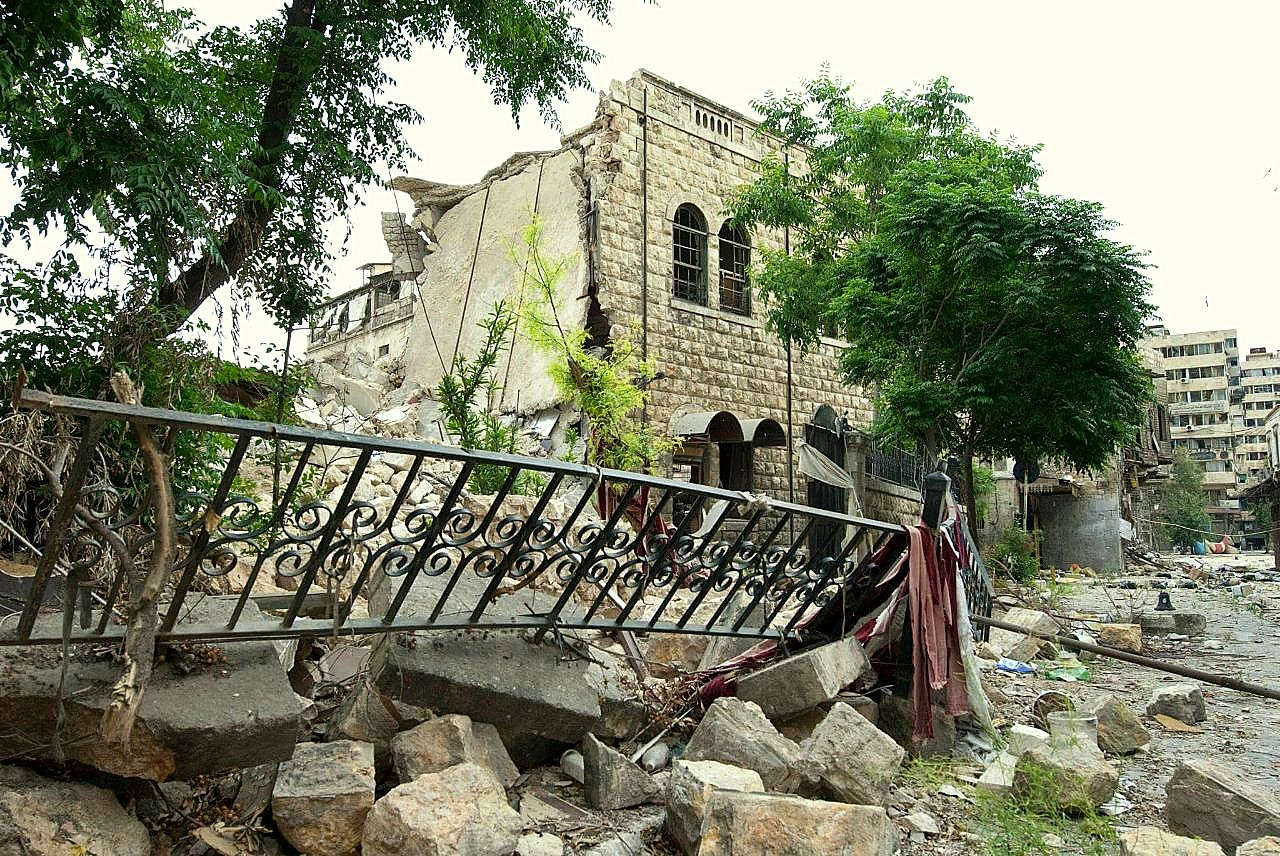
Zerstörte Nationale Evangelische Kirche in Aleppo am 12. Juni 2013

Die Nationale Evangelische Kirche Syriens und Libanons hatte ihre Anfänge zu Beginn des 19. Jahrhunderts, als presbyterianische Missionare aus Großbritannien und den USA im damaligen Osmanischen Reich aktiv waren und erste protestantische Gemeinden mit arabischen Gläubigen in Beirut und Hasbaya entstanden. Zu den ersten Missionaren gehörten Isaac Bird und William Kodel, die 1823 in Beirut ankamen. Die osmanischen Behörden erkannten den evangelischen Glauben im Jahre 1848 an. 1860 wurde die presbyterianische Gemeinde in Damaskus gegründet, und 1866 wurde als erste evangelische Kirche im heutigen Syrien die Kirche an der Dawamneh-Straße in der Altstadt von Damaskus eröffnet. Nach dem Ende der osmanischen Herrschaft konstituierte sich 1920 die Nationale Evangelische Synode Syriens und Libanons. 1959 übernahm die einheimische arabische Kirche die gesamte Verantwortung für die Arbeit der vormaligen Missionswerke aus den USA, Frankreich, Dänemark, den Niederlanden und der Schweiz. Durch den Bürgerkrieg in Libanon von 1975 bis 1990 wurden zahlreiche Kirchen zerstört und beschädigt, und viele Christen wanderten aus Libanon aus, insbesondere in die USA und nach Australien. 2006 wurde die Zahl der Mitglieder nur noch mit 6000 angegeben. Ebenso verheerend wirkte sich auch der Bürgerkrieg in Syrien seit 2011 aus, in dem viele Kirchen mutwillig zerstört wurden, so auch die evangelische Kirche im Stadtteil al-Dschudaide von Aleppo, die am 6. November 2012 mit unterirdischen Sprengsätzen islamistischer Rebellen gesprengt wurde. Am 25. Dezember 2015 wurde eine neue Nationale Evangelische Kirche in Aleppo zunächst vorläufig für Gottesdienste geöffnet und am 9. Januar 2019 in einem Festgottesdienst offiziell eingeweiht. Viele evangelische Flüchtlinge aus Syrien mit ihren Kindern waren auch 2019 noch in Libanon untergebracht, wo viele von ihnen von evangelischen Einrichtungen in verschiedenen Orten des Landes betreut wurden.

## Kirchenleitung
Langjähriger Kirchenpräsident ab 1984 war Salim Sahiouny. Derzeitiger Generalsekretär der Nationalen Evangelischen Synode in Syrien und Libanon ist Pastor Joseph Kassab, der am 1. Februar 2019 als Nachfolger von Salim Sahyouni zum Präsidenten des Obersten Rats der Evangelischen Gemeinde in Syrien und Libanon gewählt wurde. Samuel Hanna wurde als Vizepräsident im Amt bestätigt.
Im Juli 2017 wurde die libanesische Pastorin Najla Kassab aus der Nationalen Evangelische Synode in Syrien und Libanon (und Ehefrau Joseph Kassabs) zur Präsidentin der Weltgemeinschaft Reformierter Kirchen (WGRK) gewählt.

## Andere evangelische Kongregationen in Syrien und Libanon
Die etwa 7000 Anglikaner Syriens und 2500 in Libanon (1987) gehören zur Anglikanischen Kirche in Jerusalem und dem Mittleren Osten mit insgesamt 23.000 Gläubigen, auch „arabische Episkopalkirche“ genannt. Organisatorisch eigenständig ist auch die Union der Armenischen Evangelischen Kirche im Nahen Osten mit etwa 10.000 Mitgliedern, mehrheitlich in Libanon und Syrien, doch auch mit Mitgliedsgemeinden in Ägypten, der Türkei, Zypern und Iran, deren Leiter 1979 Hovhannes Karjian in Zusammenarbeit mit dem Ehrenpräsidenten Hovhannes Aharonian wurde. Ebenfalls eigenständig ist die Evangelische Nationalkirche von Beirut.